# کیم وون سوک
کیم وون سوک (کره‌ای: 김원석) کارگردان تلویزیونی اهل کره جنوبی است. او کارگردان رسوایی سونگ‌کیون‌کوان (۲۰۱۰)، مونستار (۲۰۱۳)، میسنگ: زندگی ناتمام (۲۰۱۴)، سیگنال (۲۰۱۶)، آقای من (۲۰۱۸) و سرگذشت آسدال (۲۰۱۹) بوده‌است.

## فیلم‌شناسی

### به عنوان دستیار کارگردان
- مدرسه ۴ (کی‌بی‌اس۲، ۲۰۰۱–۲۰۰۲)
- دریاسالار جاوید یی سون شین (کی‌بی‌اس۱، ۲۰۰۴–۲۰۰۵)
- هجده در برابر بیست و نه (کی‌بی‌اس۲، ۲۰۰۵)

### به عنوان کارگردان دوم
- ایستگاه زادگاه (کی‌بی‌اس۱، ۲۰۰۵–۲۰۰۶)
- همانطور که رود جاریست (کی‌بی‌اس۱، ۲۰۰۶)
- پادشاه سجونگ (کی‌بی‌اس۱، ۲۰۰۸)
- پارتنر (کی‌بی‌اس۲، ۲۰۰۹)
- ناخواهری سیندرلا (کی‌بی‌اس۲، ۲۰۱۰)

### به عنوان کارگردان
- دراما سیتی «جی‌اودی» (کی‌بی‌اس۲، ۲۰۰۷) (همچنین اعتبار به عنوان فیلم‌نامه‌نویس)
- دراما سیتی «قتل با حساب دوگانه» (کی‌بی‌اس۲، ۲۰۰۷)
- رسوایی سونگ‌کیون‌کوان (کی‌بی‌اس۲، ۲۰۱۰)[۳]
- مونستار (ام‌نت، ۲۰۱۳)[۴]
- میسنگ: زندگی ناتمام (تی‌وی‌ان، ۲۰۱۴)[۵]
- کالچر دی (ناور، ۲۰۱۵)
- سیگنال (تی‌وی‌ان، ۲۰۱۶)[۶]
- آقای من (تی‌وی‌ان، ۲۰۱۸)
- سرگذشت آسدال (تی‌وی‌ان، ۲۰۱۹)